# حمام عمارت آصف
در جنوب غربی مجموعه عمارت آصف وزیری حمام کوچکی وجود دارد که یکی از زیباترین حمام‌های غرب کشور است.این بنا به سبک معماری اصفهانی و مانند سایر حمام‌های استان اما در مقیاس کوچک تر ساخته شده و دارای ورودی، محل انتظار، حمام سرد، رخت کن، میان در، حمام گرم، خزینه خلوتی، تون، سرویس بهداشتی و فضای اضافی برای منبع آب است. این بنا دارای شش ستون سنگی با تزیینات طنابی است و از تزیینات آهک بری پرکار، کاشی‌های خشتی آبی رنگ، حجاری روی سرستون‌ها و ستون‌های سنگی برخوردار است. تزیینات طنابی ستون‌ها و سرستون‌های این حمام، از ویژگی منحصربه‌فرد آن است. این حمام فقط مورد استفاده اختصاصی خانواده آصف بود.